# Флот ближнього моря

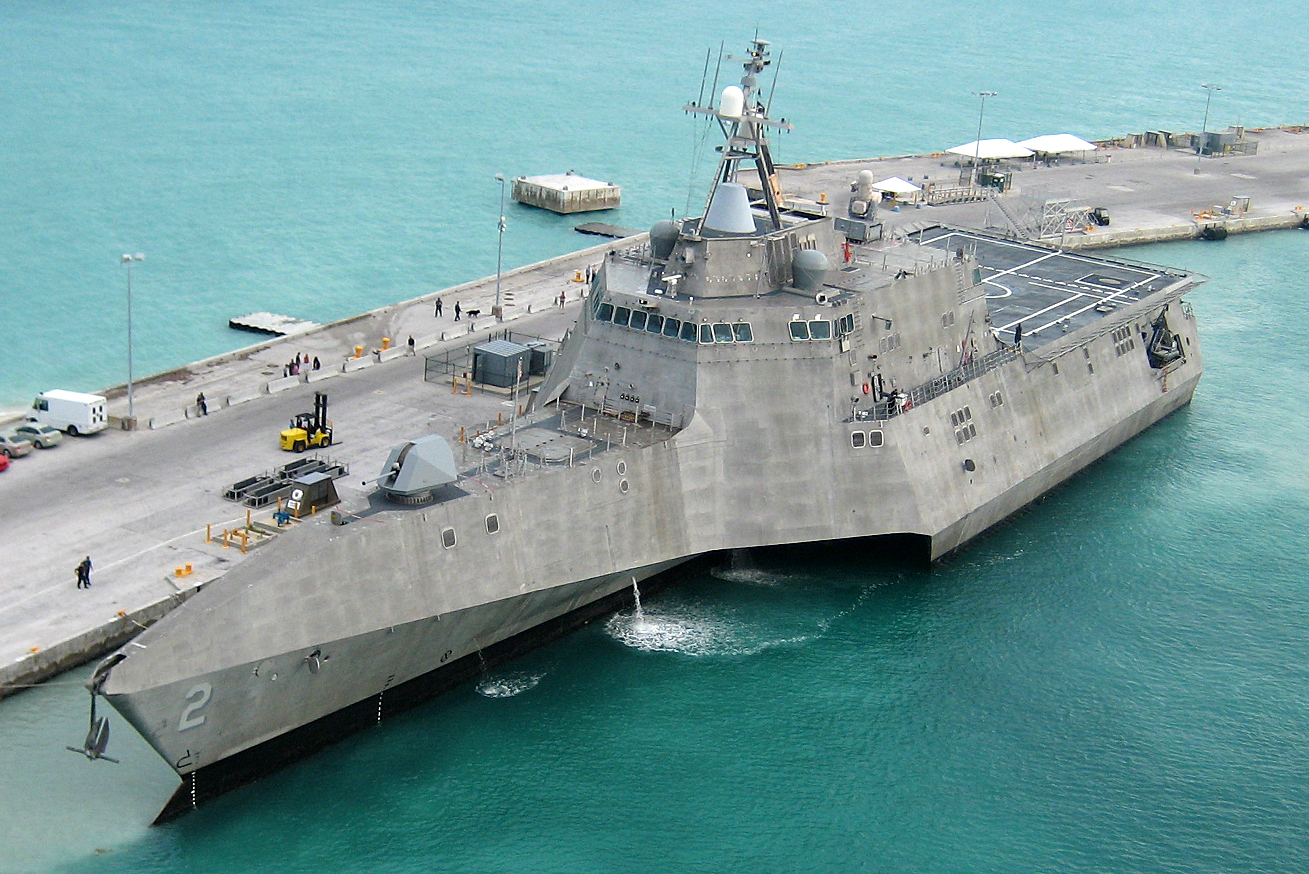
Бойовий корабель прибережної зони USS Independance, призначений для операцій на мілководдях морів

Флот ближнього моря (англ. Green-water navy за кольором морських вод поблизу берега) - термін який створено для позначення військово-морських сил, і призначених для операцій у прибережних водах морів своєї держави та які мають певний потенціал для дій у прилеглих до них ділянках відкритого моря чи океану. Це відносно новий термін, створений для того, щоб відрізнити військові флоти, які не підпадають під більш традиційні категорії флоту відкритого моря та флоту внутрішніх вод.
Це не-доктринальний морський термін використовується по-різному. Він з'явився у ВМС США, які використовують його для позначення тієї частини власних сил, яка спеціалізується на наступальних операціях у прибережних водах. Зараз такі кораблі покладаються на застосування технологій зниження помітності та високу швидкість, щоб уникнути знищення береговими установками протикорабельних ракет або літаками наземного базування.
ВМС США також використовують цей термін для позначення першої фази розвитку військово-морського флоту Китаю у повноцінний флот відкритого моря. Згодом термін почав застосовуватись для характеристик національних військово-морських сил, спроможних проектувати силу на регіональному рівні, але не може здійснювати операції на значній відстані від власних берегів без допомоги інших країн. Такі флоти, як правило, мають десантні кораблі, а іноді і легкі авіаносці, а також есмінці та/чи фрегати для їх супроводу, які отримують матеріально-технічну забезпечення від танкерів і інших допоміжних суден.